# Cyphalonotus
Cyphalonotus is een geslacht van spinnen uit de  familie van de wielwebspinnen (Araneidae).

## Soorten
- Cyphalonotus assuliformis Simon, 1909
- Cyphalonotus benoiti Archer, 1965
- Cyphalonotus columnifer Simon, 1903
- Cyphalonotus elongatus Yin, Peng & Wang, 1994
- Cyphalonotus larvatus (Simon, 1881)
- Cyphalonotus sumatranus Simon, 1899